# Dar od Proroků
Dar od Proroků (v anglickém originále Prophet Motive; v původním českém překladu Prorocký motiv) je v pořadí šestnáctá epizoda třetí sezóny seriálu Star Trek: Stanice Deep Space Nine.
Quark zjistí, že velký nagus Zek napsal soubor nových Pravidel zisku, která by znamenala konec tradičního života Ferengů.

## Příběh
Velký Nagus Zek přiletí na stanici a ukáže Quarkovi a Romovi, na čem pracoval: kompletně přepsal ferengská Pravidla zisku. V nové a lepší knize doporučuje Zek ostatním Ferengům, aby se odvrátili od chamtivosti a zisku a zaměřili se na laskavost a obdarovávání. Zkrátka chce odstranit veškeré sobectví, které dělá Ferengy tím, čím jsou.
Zek dále dodá, že přivezl Bajoranům dárek – jeden z orbů. Orby jsou nejsvětější předměty Bajoranů a Quark si nedokáže představit, kde nagus k němu přišel. Když je barman vystaven působení orbu, má zjevení, ve kterém Zek tvrdí, že Nová pravidla zisku jsou ve skutečnosti také „dar“. Když poté zjistí, že Zek před příletem na stanici navštívil červí díru, napadne jej, že bytosti, které díru obývají, změnily Zeka a daly mu nápady pro Nová pravidla.
Quark poté vezme Zeka zpět do červí díry, aby se zeptal bytostí, co se nagusovi stalo. Bytosti odpoví, že byly tak rozrušeny samotnou sobeckostí velkého naguse, že mu daly povahu Ferengů z minulosti, kdy se ještě nehnali za ziskem. Když Quark slíbí, že Ferengové tyto bytosti již nikdy nenavštíví, ony souhlasí s návratem původního, chamtivého Zekova přesvědčení.
Mezitím je na stanici rušno díky doktoru Bashirovi, který byl ve svých 30 letech nominován na prestižní lékařské ocenění udělované většinou za celoživotní zásluhy. I když mu to jeho kolegové a přátelé z Deep Space Nine přejí, získá jej nakonec někdo jiný.

## Zajímavosti
- Jedná se v pořadí o druhou epizodu seriálu (po pilotním dvojdíle „Poslání“), kde se objevují bytosti z červí díry, bajorští Proroci.
- V anglickém originále mluví poprvé Proroci o komandéru Siskovi s použitím určitého členu jako „The Sisko“. V českém dabingu nebyl tento rozdíl nijak reflektován.